# Universidad UCSI
La Universidad UCSI (en malayo: Universiti UCSI) es una universidad privada multi-campus con sede en Malasia, con un campus también en Bangladés. La Universidad UCSI se estableció en 1986. Originalmente era el Instituto Canadiense de Estudios de Informática. En 1990 se convirtió en el Sedaya College y más tarde en Sedaya International College. En 2003 se convirtió en el Universidad internacional Colegio de Sedaya (UCSI), y en 2008 es cuando se convirtió en una universidad completa que pasó a llamarse Universidad UCSI. La institución está situada en el centro de Kuala Lumpur. Entre sus facultades hay una escuela de música y una de negocios.